# Eucalyptus radiata
Eucalyptus radiata (menta de hojas angostas) es una especie de eucalipto perteneciente a la familia de las mirtáceas.

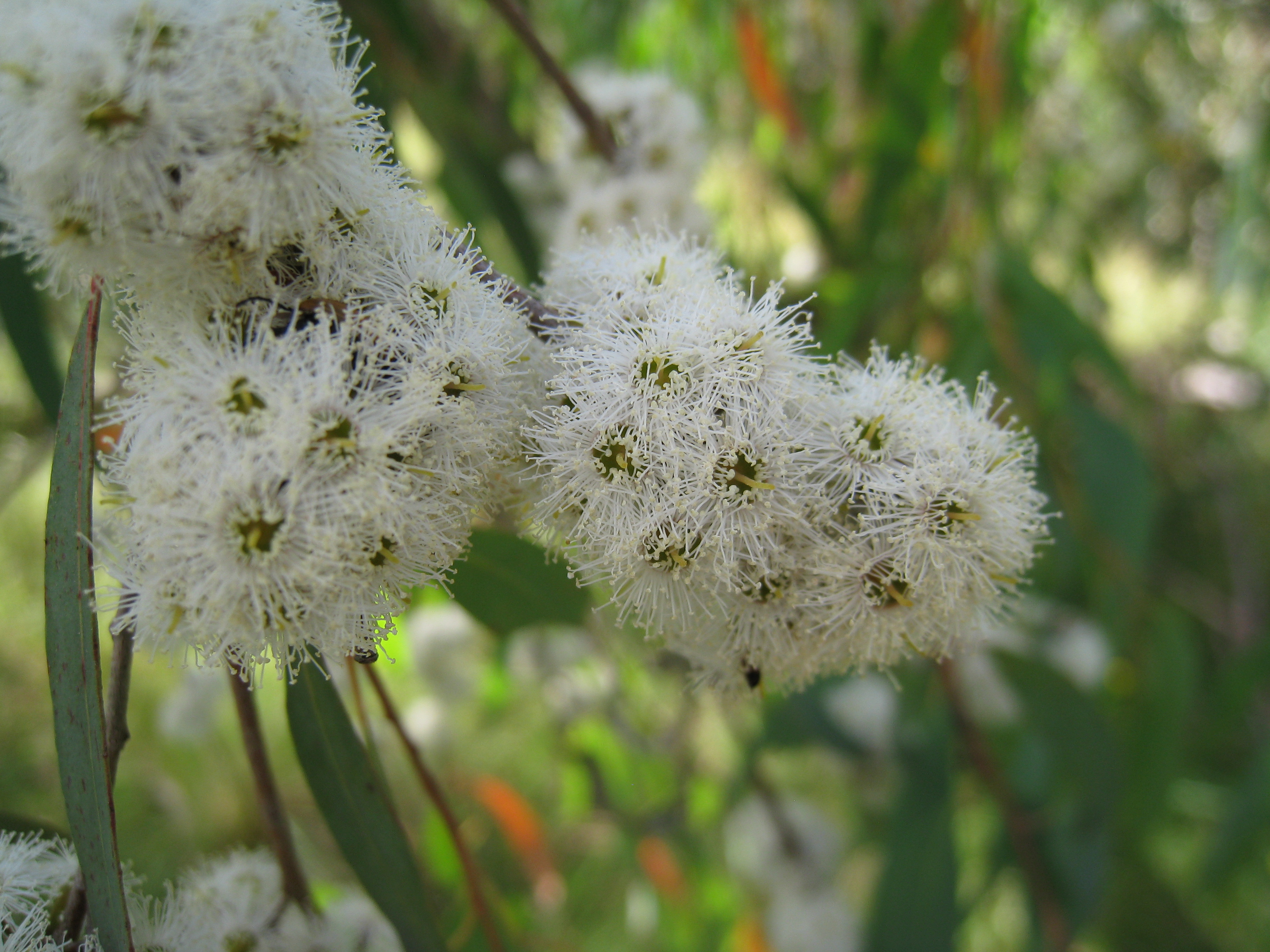
Inflorescencia

## Descripción
Es un árbol de talla media a grande que alcanza 30 m de alto y raramente 50 m, con corteza persistente en el tronco y las ramas más grandes o persistentes en las ramas más pequeñas. La corteza es brevemente fibrosa ("menta"), verde a verde-pardusco, se muda en largos listones. Las ramillas son verdes. 
Las hojas adultas son estrechas lanceoladas o lanceolatas, falcadas, agudas, basalmente estrechadas, brillosas o semi-brillosas, verdes, delgadas, concolorosas, 7–15 cm de largo, 0,7–1,5 mm de ancho.
Las flores aparecen en verano y son amarillo crema.

## Propiedades
Las hojas se destilan para cineol y felandreno basado en aceites de eucalipto. E.radiata fue la primera especie en ser comercialmente utilizada para aceite por el farmacéutico de Melbourne, Joseph Bosisto, en 1854 como "Eucalyptus amygdalina".

## Taxonomía
Eucalyptus radiata fue descrita por Sieber ex DC. y publicado en Prodromus Systematis Naturalis Regni Vegetabilis 3: 218. 1828.
Etimología
Eucalyptus: nombre genérico que proviene del griego antiguo: eû = "bien, justamente" y kalyptós = "cubierto, que recubre". En Eucalyptus L'Hér., los pétalos, soldados entre sí y a veces también con los sépalos, forman parte del opérculo, perfectamente ajustado al hipanto, que se desprende a la hora de la floración.
radiata: epíteto latíno que significa "radial".
 Sinonimia
- Eucalyptus amygdalina var. australiana R.T.Baker & H.G.Sm. nom. inval.
- Eucalyptus amygdalina var. numerosa Maiden nom. illeg.
- Eucalyptus amygdalina var. radiata (DC.) Benth.
- Eucalyptus australiana R.T.Baker & H.G.Sm.
- Eucalyptus calyculata Maiden nom. inval.
- Eucalyptus phellandra R.T.Baker & H.G.Sm.
- Eucalyptus radiata var. australiana (R.T.Baker & H.G.Sm.) Blakely
- Eucalyptus radiata var. subexserta Blakely
- Eucalyptus translucens Maiden nom. inval.[6][7]